# Drimys dictyophlebia
Drimys dictyophlebia är en tvåhjärtbladig växtart som beskrevs av Friedrich Ludwig Diels. Drimys dictyophlebia ingår i släktet Drimys och familjen Winteraceae. Inga underarter finns listade.